# Tinn
Tinn est une kommune de Norvège. Elle est située dans le comté de Telemark et son chef-lieu est Rjukan.

## Nom et armoiries

### Étymologie
La forme correspondant à Tinn en vieux norrois est Tinnr, ce nom vient probablement de l’ancien nom du lac Tinn (Tinnsjå, en norvégien). Sa signification est inconnue.

### Héraldique
Les armoiries de Tinn sont modernes, puisqu’elles ont été officialisées le 18 novembre 1994. Elles représentent cinq gouttes bleues sur un fond argenté. Les gouttes d’eau symbolisent les cinq rivières de la kommune, et la centrale hydro-électrique de Rjukan. Ces armoiries ont été dessinées par Halvor Holtskog.

## Histoire
La paroisse de Tinn devient officiellement une kommune le 1er janvier 1838. Entre 1860 et 1964, Hovin est une kommune indépendante, finalement réintégrée à Tinn.

## Géographie
Le point culminant est le Gaustatoppen, avec 1 883 m d’altitude.

## Attractions
Autour de Rjukan se trouvent la centrale hydro-électrique de Vemork, en activité de 1911 à 1971, puis reconvertie en musée en 1988 ; ainsi que le Krossobanen, le plus vieux téléphérique d’Europe du Nord, construit en 1928.
La commune est également proche du centre du parc national de Hardangervidda au lac Møsvatn.